# Los negros (obra de teatro)
Los negros (Les Nègres en su título original) es una obra de teatro del dramaturgo francés Jean Genet publicada en 1948 y estrenada el 18 de octubre de 1959.

## Argumento
De carácter marcadamente simbólico, sobre el escenario 13 personajes negros representan un funeral, en el que pronto se denuncia los excesos del sistema de la esclavitud y el colonialismo mientras que algunos personajes se rinden a los valores de la sociedad occidental.

## Montajes
- Théâtre de Lutèce, París, 1959. Estreno.
  - Dirección: Roger Blin.
  - Intérpretes: Robert Liensol, Bachir Touré, Mamadou Condé, Gérard Lemoine, Lydia Ewande, Toto Bissainthe, Darling Legitimus, Judith Aucagos.

- St. Mark's Playhouse, Off-Broadway, Nueva York, 1961.
  - Dirección: Gene Frankel.
  - Intérpretes: James Earl Jones, Roscoe Lee Browne, Louis Gossett, Jr., Cicely Tyson, Godfrey Cambridge, Maya Angelou, Charles Gordone.

- Teatros del Canal, Madrid, 2011.[2]
  - Dirección: Miguel Narros.
  - Escenografía: Andrea D'Odorico.
  - Intérpretes: Isaac Vidjrakou, D'Noé, Boré Buika.